# Royal Engineers Association Football Club

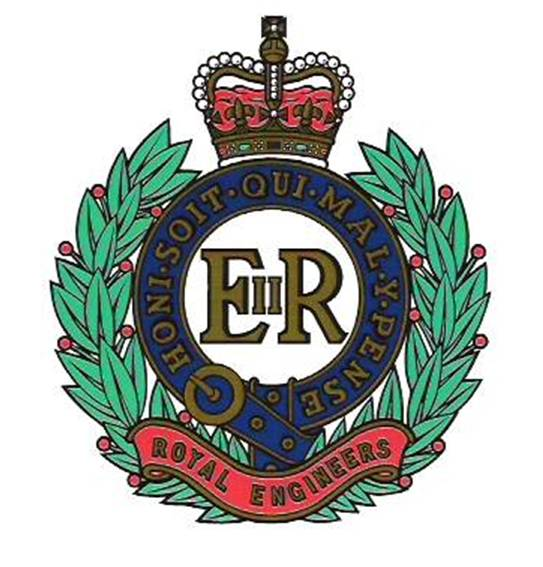
Stemma dei Royal Engineers

Il Royal Engineers A.F.C. era il club calcistico che rappresentava il Corpo dei Royal Engineers, i genieri dell'esercito britannico. Durante gli anni settanta dell'800, è stata una delle squadre più forti in Inghilterra, vincendo la FA Cup nel 1875 e raggiungendo la finale di quest'ultima competizione per ben quattro volte nelle prime otto edizioni.
Gli Engineers sono stati tra i pionieri del calcio moderno, preferendo un gioco fatto di fitti passaggi (combination game) rispetto all'allora più diffuso "palla lunga e pedalare".

## Storia
Il club venne fondato nel 1863 dal maggiore Francis Marindin.
La partita più antica conosciuta è del 16 Novembre 1867 riuscendo a pareggiare contro il Barnes F.C. per 0-0
Il 16 marzo 1872, la squadra partecipò alla prima finale della neonata FA Cup, perdendo per 1-0 contro i Wanderers F.C.. Nel 1874 persero anche la loro seconda finale di FA Cup, stavolta contro l'Oxford University.
Nel 1873, i Royal Engineers furono la prima squadra di calcio a intraprendere un tour per giocare delle partite lontano da casa (questa prima tournée fece tappa a Nottingham, Derby e Sheffield).
Il più grande trionfo degli Engineers è l'FA Cup del 1875: la finale contro l'Old Etonians finì 1-1, e venne quindi rigiocata e vinta per 2-0 dai Royal Engineers (tutti e tre i goal delle due finali vennero segnate da Renny-Tailyour).
L'ultima apparizione in una finale di FA Cup di questo club risale al 1878 (persa ancora contro i Wanderers), mentre l'ultima partecipazione degli Engineers al torneo è del 1883 (vennero eliminati al quarto turno dall'Old Carthusians col punteggio di 6-2).
Il professionismo venne introdotto nel calcio inglese nel 1888, con la nascita della Football League. Nei primi anni, gli Engineers furono una delle numerose squadre amatoriali capaci di sconfiggere i club professionistici.
Nel 1888 venne fondata la Army Football Association, lega calcistica amatoriale rivolta alle squadre composte da militari. Gli Engineers vinsero la FA Amateur Cup nel 1908.

## Amichevoli giocate dal Royal Engineers

### 1867-68
16 Novembre 1867 Barnes 0-0 Royal Engineers
22 Febbraio 1868 Royal Engineers 2-0 Barnes

### 1868-69
28 Novembre 1868 Barnes 0-0 Royal Engineers
20 Febbraio 1869 Royal Engineers ?-? Barnes

### 1869-70
4 Dicembre 1869 Barnes ?-? Royal Engineers
26 Febbraio 1870 Royal Engineers ?-? Barnes

### 1870-71
29 Ottobre 1870 Barnes 0-1 Royal Engineers
28 Gennaio 1871 Royal Engineers ?-? Barnes

### 1871-72
25 Novembre 1871 Royal Engineers 4-0 Barnes 

27 Gennaio 1872 Barnes 0-0 Royal Engineers

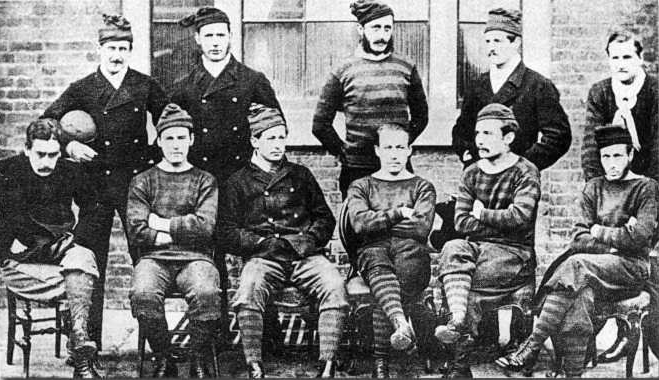
I Royal Engineers nel 1872.

## L'undici titolare che vinse la FA Cup nel 1875
- Capitano W. Merriman
- Tenente G.H. Sim
- Luogotenente G.C. Onslow
- Tenente R.M. Ruck
- Tenente P.G. von Donop
- Tenente C.K. Wood
- Tenente Herbert Rawson
- Tenente William Stafford
- Tenente Henry Renny-Tailyour
- Tenente A. Mein
- Tenente C. Wingfield-Stratford.

## Palmarès

### Competizioni nazionali
- * Coppa d'Inghilterra: 1

1874-1875
- FA Amateur Cup: 1

1907-1908

### Competizioni regionali
- Munster Senior Cup: 1

1902-1903

### Altri piazzamenti
- Coppa d'Inghilterra:

Finalista: 1871-1872, 1873-1874, 1877-1878

## Giocatori di livello internazionale
Alcuni giocatori dei Royal Engineers hanno militato anche nelle rispettive rappresentative nazionali.

### Con l'Inghilterra
- Horace Barnet (1 presenza)
- Alfred Goodwyn (1 presenza)
- Herbert Rawson (1 presenza)
- Bruce Russell (1 presenza)
- Pelham von Donop (2 presenze)
- Cecil Wingfield-Stratford (1 presenza)

### Con la Scozia
- John Edward Blackburn (1 presenza)
- Henry Renny-Tailyour (1 presenza)